# Фотихтиевые
Фотихтиевые (лат. Phosichthyidae) — семейство глубоководных рыб, включающее в себя 7 родов с примерно 18 видами. Оно занимает промежуточное положение между гоностомовыми и стомиевыми рыбами, и иногда объединяется с первыми. Название происходит от др.-греч. φῶς — свет и ἰχθύς — рыба.
Виды этого семейства населяют верхний 1000-метровый слой вод тропической и субтропической зон Мирового океана. Почти все они совершают суточные вертикальные миграции, а винцигуэррии (Vinciguerria) ночью поднимаются к самой поверхности моря. У разных видов этого рода, обитающих в одних и тех же районах, различны сроки икрометания и глубины, на которых оно происходит — таким образом достигается генетическая изоляция близких видов.
Внешне фотихтиевые напоминают гоностомовых рыб. Подобно всем иглоротам, обладают органами свечения — фотофорами, разбросанными по голове и телу. Лишь немногие виды этого семейства достигают в длину 30 см, размеры большинства видов не превышают 5-10 см. В некоторых районах Мирового океана винцигуэррии достигают большой численности и играют существенную роль в питании более крупных рыб и кальмаров.